# Tüdős József
Tüdős József (Pocsaj (Bihar megye), 1788. október 28. – Komárom, 1857. június 17.) református lelkész.

## Élete
Tanult Debrecenben, ahol 1805-ben lépett a felső osztályba; 1815-ben főiskolai senior lett. Ugyanebben az évben külföldre ment, 1816 áprilisában beiratkozott a göttingeni egyetemre. Hazatérését követően 1817 októberétől református gimnáziumi tanár, igazgató, 1836-tól lelkész volt Komáromban.

## Munkái
1. Temetési beszéd, mellyet nemes Badicz Julianna... Szabó Pál... majd Csepy József özvegyének temetésekor a csepi ref. templomban 1825. máj. 5. mondott. Komárom.
2. Gyászinnepi beszéd, mellyet a dicsőült I. Ferencz apostoli királyunk halálán kesergő rév-komáromi ref. gyülekezet mondott márcz. 29. 1835. Uo.
3. Ne bántsd az árvát. Tek. ns. ásvai Jókay Jósef ur... utolsó tisztességének megadásakor Rév-Komáromban Őszhó 31. 1837. Uo.
4. Urnapi elmélkedések, mellyeket a rév-komáromi h. v. gyülekezetben elmondott, Baján tűz által megkárosult lakosi számára némi segedelem eszközlése végett. Uo. 1840. (Erre: Észrevételek. Egy kath. paptól. Buda, 1840.).